# Eupelmus santaremensis
Eupelmus santaremensis är en stekelart som beskrevs av William Harris Ashmead 1904. Eupelmus santaremensis ingår i släktet Eupelmus och familjen hoppglanssteklar. Inga underarter finns listade i Catalogue of Life.